# Xbox Cloud Gaming
Xbox Cloud Gaming (также известный как xCloud или Project xCloud) — облачный игровой сервис от Microsoft. Бета-тестирование xCloud началось в ноябре 2019 года. Впоследствии был внедрён в подписку Xbox Game Pass Ultimate 15 сентября 2020 года без дополнительной платы.

## Разработка
Microsoft представила сервис (тогда ещё Project xCloud) на E3 2018 и официально объявила о нём через несколько месяцев. Полноценная демонстрация сервиса прошла в марте 2019 года при помощи гоночной игры Forza Horizon 4 на Android-устройствах. Сервис перешёл в статус публичного тестирования в 2019 году и был повторно представлен на E3 2019. Microsoft заявила, что библиотека Xbox сделает xCloud более привлекательным, чем Google Stadia, Boosteroid или GeForce Now.
Сначала для xCloud использовали блейд-сервера Xbox One S, но ожидается, что в скором времени сервис полностью перейдёт на сервера на базе Xbox Series X. По сравнению со стандартным Xbox One S, потребление энергии было уменьшено на 30 % благодаря специфическим настройкам мощности процессора. Для видеопотока установлено ограничение в 120 Гц.
В ноябре 2019 года сервис предоставлял 50 игр с поддержкой мобильных устройств на базе iOS и контроллеров DualShock от Sony Interactive Entertainment.
Требования к скорости Интернета для xCloud составляют 9 Мбит/с (оптимальный показатель).

## Доступность
По информации на декабрь 2024 года, игровой сервис доступен в 28 странах: Австралия, Австрия, Аргентина, Бельгия, Бразилия, Великобритания, Венгрия, Германия, Дания, Ирландия, Испания, Италия, Канада, Мексика, Нидерланды, Новая Зеландия, Норвегия, Польша, Португалия, Словакия, США, Финляндия, Франция, Чехия, Швейцария, Швеция, Республика Корея, Япония.

## Игры
Обратная совместимость Xbox Series X позволяет xCloud предоставлять доступ к библиотеке Xbox, одновременно добавляя новые консольные вариации игр. Библиотека Xbox Game Pass пока насчитывает 264 игры с поддержкой облачного запуска. В этот список входят Halo: The Master Chief Collection, Destiny 2, Forza Horizon 4, The Outer Worlds и Yakuza Kiwami 2.
В марте 2021 года Microsoft заявила, что добавляет в список облачных игр 16 оригинальных проектов с Xbox и Xbox 360, используя функцию обратной совместимости. Некоторые игры поддерживают функцию тачскрин управления.

## Отзывы
Сервис получил положительные отзывы от рецензентов. В обзорах также указано, что запуск игр на смартфонах стал удобнее, поскольку игры работают на более мощных удалённых серверах, а не на жёстком диске консоли.

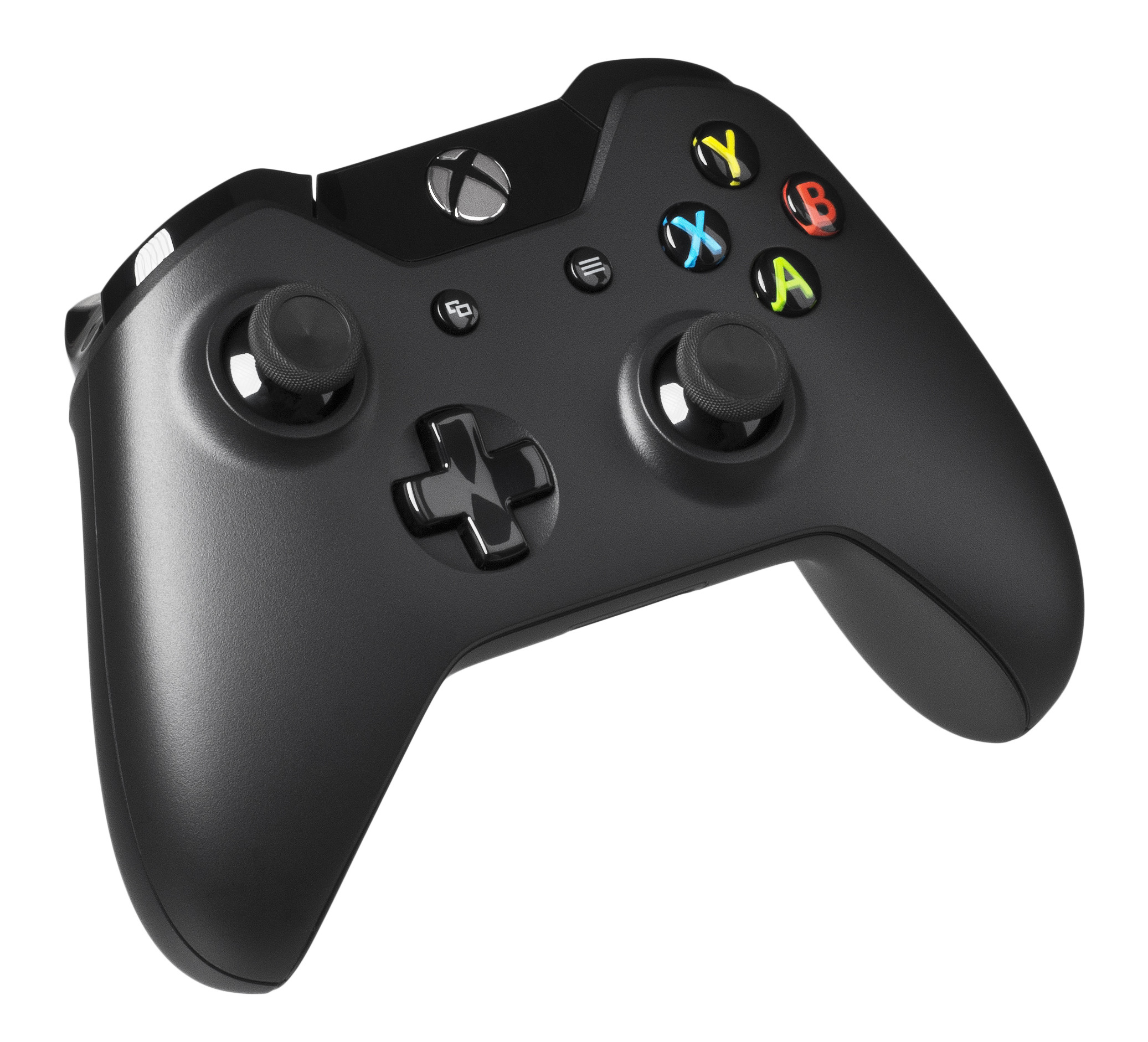
Xbox Wireless Controller

## Аппаратное обеспечение
Серверы xCloud работают на базе вычислительных центров 54 Azure от Microsoft, размещённых в 140 странах мира. Xbox Cloud Gaming работает с помощью беспроводного контроллера Xbox, а также с устройствами с сенсорными экранами.

## Мобильные устройства
Xbox Cloud Gaming работает с любым смартфоном или планшетом с Android 6.0 и Bluetooth 4.0. Примерами поддерживаемых устройств являются Samsung Galaxy Tab S5e, OnePlus 8 и Galaxy S20 Ultra.
В марте 2021 Microsoft выпустила обновление для клиента Game Pass на Android, которое позволяет устройствам с двойным экраном, таким как Surface Duo, использовать второй экран для размещения сенсорных элементов управления.
Некоторые игры, такие как Gears 5, поддерживают управление движением при помощи встроенного в устройство гироскопа и обеспечивают специальную схему управления при пользовании геймпада.
Хотя Microsoft планировала выпустить xCloud на iOS, компания прекратила тестирования приложения в августе 2020 года, утверждая, что политика App Store ограничивает функциональность, которую компания может предоставить пользователям. Apple объяснила, что облачные потоковые сервисы, такие как xCloud, позволяют Microsoft выпускать игры на iOS в обход модерации магазина, и, следовательно, отказалась добавить приложение в цифровом магазине.
В октябре 2020 года Microsoft заявила, что, не взирая на ограничения, она готовится запустить сервис xCloud на устройствах Apple с помощью веб-приложения, которое позволило бы запускать игры в браузере. Позже компания объявила, что будет использовать этот подход и аналогичную технологию для запуска xCloud как на PC-совместимых компьютерах, так и к устройствах iOS со второго квартала 2021 года.